# Nevado El Muerto
Nevado El Muerto är ett berg i Argentina, på gränsen till Chile. Det ligger i den nordvästra delen av landet, 1 300 km nordväst om huvudstaden Buenos Aires. Toppen på Nevado El Muerto är 6 490 meter över havet, eller 949 meter över den omgivande terrängen. Bredden vid basen är 5,6 km.
Terrängen runt Nevado El Muerto är kuperad åt nordost, men åt sydväst är den bergig. Trakten runt Nevado El Muerto är nära nog obefolkad, med mindre än två invånare per kvadratkilometer.. Det finns inga samhällen i närheten.
Trakten runt Nevado El Muerto är ofruktbar med lite eller ingen växtlighet.